# Kólika
A kólika (dolor coli) szűkebb értelemben  vastagbélgörcs (kólón = vastagbél), tágabb értelemben pedig simaizmokkal bíró hasűri szervek görcse (pl. epehólyag-kólika stb.).
Az állatoknál, leginkább a lovaknál különböző, gyakran heterogén okokra visszavezethető és leginkább a has üregében foglalt szervekre lokalizálható görcsös, fájdalmas betegség. 

## Tünetei
Tünetei lovaknál a következők: nyugtalanság, kaparás az elülső lábakkal, a hátulsó lábakkal a has felé való rúgás, kötött járás, gyakori lefekvés, hempergés vagy hirtelen a földre való eldobás, izzadás, ásítás, a bélmozgások erős gyengülése vagy elmaradása, hőmérséklet-emelkedés stb.

## Kezelése
A helyes kezelés a tünetek következtében előállható veszély elkerülésével kezdődik, amelyet követ az ok megszüntetése.

## Forrás
Új lexikon 2172. old.